# Gran Premio Palio del Recioto 2023
Il Gran Premio Palio del Recioto 2023, sessantesima edizione della corsa, valido come evento dell'UCI Europe Tour 2023 categoria 1.2U, si svolse l'11 aprile 2023 su un percorso di 147,2 km, con partenza e arrivo a Negrar di Valpolicella, in Italia. La vittoria fu appannaggio dell'olandese Tijmen Graat, il quale completò il percorso in 3h57'55", alla media di 37,122 km/h, precedendo gli italiani Giulio Pellizzari e Alessandro Pinarello.
Sul traguardo di Negrar di Valpolicella 59 ciclisti, su 156 partenti, portarono a termine la competizione.

## Squadre e corridori partecipanti
| N.      | Cod. | Squadra                         |
| ------- | ---- | ------------------------------- |
| 1-6     | CGF  | Groupama-FDJ Conti              |
| 7-10    | TIR  | Tirol KTM Cycling Team          |
| 13-16   | HBA  | Hagens Berman Axeon             |
| 19-22   | CPK  | Team Colpack Ballan             |
| 25-28   |      | Bialini Gomola CCN              |
| 31-34   | LKH  | Team Lotto-Kern Haus            |
| 38-42   |      | SC Valle Seriana-Cene           |
| 43-46   |      | Basso Team Flanders             |
| 49-54   | ICA  | Israel Premier Tech Academy     |
| 55-60   | SIS  | Sias Rime                       |
| 61-64   |      | Pedale Scaligero                |
| 79-82   | AQD  | Astana Qazaqstan DT             |
| 85-88   | JVD  | Jumbo-Visma Development Team    |
| 91-95   | GBF  | Green Project-BardianiCSF-F.    |
| 103-106 |      | Velo Club Mendrisio             |
| 109-112 | GAL  | Gallina Ecotek Lucchini Colosio |
| 115-120 | LGS  | Ljubljana Gusto Santic          |
| 121-124 |      | Eolo-Kometa U23                 |
| 127-130 |      | Named-Uptivo                    |
| 139-142 | TRI  | Trinity Racing                  |

| N.      | Cod. | Squadra                            |
| ------- | ---- | ---------------------------------- |
| 145-148 | BIE  | Biesse-Carrera                     |
| 157-161 | SWT  | Santic-Wibatech                    |
| 163-168 | ZEF  | Zalf Euromobil Fior                |
| 169-174 |      | Zappi Racing Team                  |
| 175-178 |      | UC Monaco                          |
| 181-186 |      | Velo Racing Palazzago              |
| 187-190 |      | AG2R Citroën U23 Team              |
| 193-196 | WSA  | WSA KTM Graz p/b Leomo             |
| 199-202 | Q3C  | Q36.5 Continental Cycling Team     |
| 205-208 | CTK  | Cycling Team Kranj                 |
| 212-216 |      | Ukraine Cycling Academy            |
| 217-222 | CTF  | Cycling Team Friuli                |
| 223-226 |      | Solme-Olmo                         |
| 229-233 | RNO  | Rad-Net Oßwald                     |
| 235-240 | GEF  | General Store-Essegibi-F.lli Curia |
| 241-244 |      | Trevigiani Energiapura Marchiol    |
| 247-250 |      | Hopplà-Petroli Firenze-Don Camillo |
| 253-256 |      | Aries Cycling                      |
| 259-262 |      | Sissio Team                        |

## Ordine d'arrivo (Top 10)
| Pos. | Corridore              | Squadra     | Tempo    |
| ---- | ---------------------- | ----------- | -------- |
| 1    | Tijmen Graat           | Jumbo DT    | 3h57'55" |
| 2    | Giulio Pellizzari      | Gr. Project | s.t.     |
| 3    | Alessandro Pinarello   | Gr. Project | a 18"    |
| 4    | Alessio Martinelli     | Gr. Project | a 20"    |
| 5    | Johannes Staune-Mittet | Jumbo DT    | a 22"    |
| 6    | Marco Schrettl         | Tirol KTM   | s.t.     |
| 7    | Emil Herzog            | Hagens      | s.t.     |
| 8    | Diego Bracalente       | Colpack     | s.t.     |
| 9    | Davide De Cassan       | CT Friuli   | s.t.     |
| 10   | Sergio Meris           | Colpack     | a 40"    |